# 冰魄寒光劍
梁羽生所著的武俠小說。於1961年連載，連載時書名為《幽谷寒冰》。前接江湖三女俠，後續為冰川天女傳。

## 重要人物
- 桂華生

　　桂仲明的第二個兒子。
- 華玉

　　尼泊爾公主。通曉中國文化。
- 雅德星

　　印度王子，龍葉上人之徒。
- 唐靈

　　原名年壽。年羹堯之子、唐賽花養子、唐金峰之徒。
- 葛騰龍

　　原年羹堯的心腹武士、頗有智謀。
- 方今明

　　外號「神拳無敵」，原康熙十四皇子允隄的武士。
- 巴勃

　　尼泊爾第一神醫。
- 麥士迦南

　　白衣喇嘛，白教轉輪法王第十六世的使者
- 額爾都

　　尼泊爾王子，華玉的堂兄。
- 藏靈上人

　　紅衣喇嘛，紅教的第一高手。
- 提摩達多

　　阿拉伯諸國第一高手。
- 龍葉上人

　　印度武學大師。
- 阿迦羅休

　　龍葉上人師弟。

## 故事簡介
桂華生不甘敗在唐曉瀾及馮瑛手下(事詳江湖三女俠)，遠赴西域，欲遊歷天下奇景，自成一家。後遇尼泊爾公主華玉，與她共創冰川劍法。兩人最後結為夫妻，隱居天湖並建造冰宮。

## 小說目錄
- 第一回　　橫跨崑崙來絕域
- 第二回　　藏身冰谷遇奇人
- 第三回　　魔鬼城中聞玉笛
- 第四回　　寒冰窟裡見奇珍
- 第五回　　布達拉宮參活佛
- 第六回　　珠峰腳下會奇人
- 第七回　　古堡深宵龍虎鬥
- 第八回　　王宮異事露陰謀
- 第九回　　冰彈玉劍伏魔頭
- 第十回　　幽谷寒泉困豪傑
- 第十一回　華堂武士拼生死
- 第十二回　洞房紅燭結鴛鴦

## 參看
- 武俠小說